# Formalni jezik
U matematici, logici i računarstvu, formalni jezik (još i umjetni jezik) {\displaystyle {\boldsymbol {L}}} se sastoji od skupa konačnih slijedova elemenata konačnog skupa {\displaystyle {\boldsymbol {A}}} znakova (simbola). Matematički, to je neuređen par {\displaystyle {\boldsymbol {L}}=\{{\boldsymbol {A}},{\boldsymbol {F}}\}.} Među najuobičajenijim primjenama, formalni jezik može biti shvaćen kao:
- kolekcija riječi

ili
- kolekcija rečenica

U prvom slučaju, skup {\displaystyle {\boldsymbol {A}}} se zove abeceda jezika {\displaystyle {\boldsymbol {L}}}, a elementi skupa {\displaystyle {\boldsymbol {F}}} se zovu riječi. U drugom slučaju, skup {\displaystyle {\boldsymbol {A}}} se zove leksikon ili vokabular skupa {\displaystyle {\boldsymbol {F}}}, dok se elementi skupa {\displaystyle {\boldsymbol {F}}} zovu rečenice. Matematička teorija koja se općenito bavi proučavanjem formalnih jezika se zove teorija formalnih jezika.
Kao primjer formalnog jezika, abeceda može biti {\displaystyle \left\{a,b\right\}}, a riječ (string, niz znakova) nad tim alfabetom može biti {\displaystyle ababba\,}.
Tipični jezik nad abecedom, koji sadrži tu riječ, bi bio skup svih riječi koje sadrže isti broj znakova {\displaystyle a\,} and {\displaystyle b\,}.
Prazni niz (ili prazna riječ) je riječ duljine 0, i često se označava znakom {\displaystyle e\,}, {\displaystyle \epsilon \,} ili {\displaystyle \Lambda \,}. Iako je abeceda konačan skup i svaka riječ je konačne duljine, jezik može imati beskonačno mnogo riječi (jer duljina riječi koje sadrži ne mora nužno imati gornju granicu).
Često postavljano pitanje o formalnim jezicima jest "koliko je teško odlučiti da li zadan riječ pripada nekom određenom jeziku?"
Ovo je područje proučavanja teorije izračunljivosti i teorije složenosti.

## Primjeri
Neki primjeri formalnih jezika:
- skup svih riječi nad {\displaystyle {a,b}\,}
- skup {\displaystyle \left\{a^{n}\right\}}, gdje je {\displaystyle n\,} prirodan broj i {\displaystyle a^{n}\,} znači {\displaystyle a\,} ponavljano {\displaystyle n\,} puta
- Konačni jezici, kao što su {\displaystyle \{\{a,b\},\{a,aa,bba\}\}\,}
- skup svih sintaktički ispravnih programa u danom programskom jeziku; ili
- skup svih ulaza za koje Turingov stroj staje

## Specifikacija
Formalni jezik može biti specificiran na jako mnogo načina, kao npr.
- Nizovi znakova (stringovi) koje generira neka formalna gramatika (pogledati Chomskyevu hijerarhiju jezika);
- Nizovi znakova opisani regularnim izrazom;
- Nizovi znakova koje prihvaća neki automat, poput Turingovog stroja ili konačnog automata;
- Nizovi znakova odlučeni postupkom odluke (skupom odgovarajućih DA/NE pitanja) gdje je odgovor DA.

## Operacije
Nekoliko operacija iz teorije skupova može biti korišteno za stvaranje novih jezika iz već postojećih. Pretpostavimo da su {\displaystyle {\boldsymbol {L}}_{1}} i {\displaystyle {\boldsymbol {L}}_{2}} jezici nad nekom uobičajenom abecedom.
- Nadovezivanje (ili konkatenacija) {\displaystyle {\boldsymbol {L}}_{1}{\boldsymbol {L}}_{2}\,} se sastoji od svih nizova znakova oblika {\displaystyle vw\,} gdje je {\displaystyle v\,} niz znakova iz {\displaystyle {\boldsymbol {L}}_{1}\,} i {\displaystyle w\,} niz znakova iz {\displaystyle {\boldsymbol {L}}_{2}\,}.
- Presjek {\displaystyle {\boldsymbol {L}}_{1}\cap {\boldsymbol {L}}_{2}} jezika {\displaystyle {\boldsymbol {L}}_{1}\,} i jezika {\displaystyle {\boldsymbol {L}}_{2}\,} se sastoji od svih nizova znakova koji su sadržani i u {\displaystyle {\boldsymbol {L}}_{1}\,} i u {\displaystyle {\boldsymbol {L}}_{2}\,}.
- Unija {\displaystyle {\boldsymbol {L}}_{1}\cup {\boldsymbol {L}}_{2}} jezika {\displaystyle {\boldsymbol {L}}_{1}\,} i jezika {\displaystyle {\boldsymbol {L}}_{2}\,} se sastoji od svih nizova znakova koji su sadržani ili u {\displaystyle {\boldsymbol {L}}_{1}\,} ili u {\displaystyle {\boldsymbol {L}}_{2}\,}.
- Komplement {\displaystyle \complement {\boldsymbol {L}}_{1}\,} jezika {\displaystyle {\boldsymbol {L}}_{1}\,} se sastoji od svih nizova znakova nad abecedom koji nisu sadržani u {\displaystyle {\boldsymbol {L}}_{1}\,}.
- Desni kvocijent {\displaystyle {\boldsymbol {L}}_{1}/{\boldsymbol {L}}_{2}\,} jezika {\displaystyle {\boldsymbol {L}}_{1}\,} jezikom {\displaystyle {\boldsymbol {L}}_{2}\,} se sastoji od svih nizova znakova {\displaystyle v\,} za koje postoji niz znakova {\displaystyle w\,} u {\displaystyle {\boldsymbol {L}}_{2}\,} takav da je {\displaystyle vw\,} u jeziku {\displaystyle {\boldsymbol {L}}_{1}}.
- Kleeneov operator {\displaystyle {\boldsymbol {L}}_{1}^{*}} se sastoji od svih nizova znakova koji mogu biti zapisani u obliku {\displaystyle w_{1}w_{2}...w_{n}\,} s nizovima znakova {\displaystyle w_{i}\,} u {\displaystyle {\boldsymbol {L}}_{1}\,} i {\displaystyle n\geq 0}. Uočite da ovo uključuje prazni niz {\displaystyle \epsilon \,} pošto je dozvoljen {\displaystyle n=0\,}.
- Prevrtanje {\displaystyle {\boldsymbol {L}}_{1}^{R}\,} se sastoji od preokrenutih verzija svih nizova znakova u {\displaystyle {\boldsymbol {L}}_{1}\,}.
- Miješanje (engl. shuffle) jezika {\displaystyle {\boldsymbol {L}}_{1}\,} i {\displaystyle {\boldsymbol {L}}_{2}\,} se sastoji od svih nizova znakova koji mogu biti zapisani u obliku {\displaystyle v_{1}w_{1}v_{2}w_{2}\dots v_{n}w_{n}} gdje je {\displaystyle n\geq 1} i {\displaystyle v_{1},\dots ,v_{n}\,} su nizovi znakova takvi da nadovezivanje {\displaystyle v_{1}\dots v_{n}} je u jeziku {\displaystyle {\boldsymbol {L}}_{1}\,} i {\displaystyle w_{1},\dots ,w_{n}} su nizovi znakova takvi da je {\displaystyle w_{1}\dots w_{n}} u jeziku {\displaystyle {\boldsymbol {L}}_{2}}.

## Također pogledati
- Jezik za jezike općenito
- Sintaksa za općenit oblik jezika
- Semantika za značenja u jeziku
- Prirodni jezik za jezike koji nisu formalni
- Programski jezik za primjenu formalnih jezika u programiranju računala